# Tào Quý tần (Lương Tuyên Đế)
Tào quý tần (chữ Hán: 曹貴嬪; ? - 562) là một phi tần của Lương Tuyên Đế Tiêu Sát và là mẹ của Lương Minh Đế Tiêu Khuy trong lịch sử Trung Quốc.

## Tiểu sử
Sử sách không ghi rõ quê quán cũng như xuất thân của Tào quý tần. Khoảng năm 542, Tào thị hạ sinh con trai thứ của Tiêu Sát là Tiêu Khuy. Tiêu Khuy ban đầu không được xem là kế thừa của Tuyên Đế. Khi ấy, con cả của Tuyên Đế là Tiêu Liêu (蕭嶚) đã được lập làm Thế tử.
Khoảng tết năm 555, chính quyền Tây Ngụy lập Tiêu Sát làm Hoàng đế, tức Lương Tuyên Đế. Tuyên Đế lập Tào thị là Quý tần (貴嬪). Do Thế tử Tiêu Liêu khi đó đã qua đời, ông đã phong con thứ Tiêu Khuy là Thái tử.
Mùa xuân năm 562, Tuyên Đế mất. Tiêu Khuy lên ngôi kế vị, tức Lương Minh Đế.
Minh Đế đã tôn bà nội Cung thái hậu làm Thái hoàng thái hậu, tôn vợ chính của Tuyên Đế - Vương hoàng hậu làm Thái hậu, và tôn mẹ đẻ Tào quý tần của mình làm Hoàng thái phi. Tào Thái phi qua đời vào mùa thu năm đó. Thụy hiệu là Hiếu hoàng thái phi (孝皇太妃).